# 戴樂民
戴樂民（英語：Romeo Díaz，1948年—或1949年—），中文譯名又作羅迪，香港菲律賓裔音樂人、音樂監製、流行歌曲、電影配樂及廣告音樂創作者。

## 簡歷
戴樂民於1948年或1949年生於香港一個菲律賓家庭，父親為樂隊領班，家中共有九兄弟姐妹。17至18歲時在喇沙書院唸高中，但為幫補家計要到夜總會當樂手，其後被迫輟學。
1960年代，Diaz氏三兄弟（戴樂民及Danny和Rudi）及一位鼓手組成樂隊Danny Diaz & The Checkmates（戴樂民負責結他、鍵琴和長笛），共發行過四張單曲包括《Your Kind of love》、《Up Up and Away》等 ，代表曲是《It's So Easy》。1968年，樂隊於Levi's主辦的比賽（Battle of the Sound）奪冠，其後赴英國、歐洲發展。到了1970年代，Diaz氏三兄弟簽約EMI，樂隊改名為Danny Diaz Trio。
1980年代起，戴樂民單飛，重回香港轉居幕後，曾擔任香港百代唱片公司的音樂總監，「羅迪」是當時由百代唱片製作人員為其取的中文譯名；其後也曾為其他唱片歌手作、編曲及監製。作品有羅文的《長城謠》（作、編）、區瑞強的《鼓浪嶼》（編）、葉振棠的《這片葉給你》（作、編）、月亮神（作、編）、張國榮的《倩女幽魂》（編）、葉蒨文的《黎明不要來》（編）、關菊英的《似風如水》（作、編、監）、黃霑的概念專輯《香港 X'mas》（編、監）和紅線女的粵劇專輯《四大美人》（編：負責加入現代音樂元素，如流水聲、鳥叫、雷鳴等環境音效）等。1980年代中期，他開始與黃霑合作電影配樂，黃霑為他改了新中文譯名「戴樂民」。作品則有《倩女幽魂》、《古今大战秦俑情》、《笑傲江湖》等，並曾數次在華語電影「工業獎」活動（如香港電影金像獎）和電影節（如金馬獎）中獲提名及得獎。又於1987年成立妙極音樂有限公司（Musicad），專門製作廣告音樂，曾獲得多個獎項。

## 評價
跟戴樂民合作過多次電影配樂的洞簫演奏家譚寶碩認為，他雖然是菲律賓音樂人，但了解中國音樂的精華所在。

## 作品列表

### 個人單曲
1989年：Romeo b/w What Happened to Romance

### 作曲、編曲、監製紀錄
1982年
- 葉振棠 - 醉後狂歌（曲）

1983年
- 吳鶯音 - 南北兩條線（編）
- 吳鶯音 - 秋湖（編）
- 吳鶯音 - 請你為我留一留（編）
- 羅文 - 長城謠（曲、編）
- 羅文 - 為你歌唱（曲）
- 羅文 - 且休嘆息（曲）
- 葉振棠 - 月亮神（曲、編）
- 葉振棠 - 這片葉給你（曲、編）
- 葉振棠 - 雲飛飛（曲、編）
- 葉振棠 - 歸去歸去（曲、編）
- 葉振棠 - 向前行（曲）
- 葉振棠 - 真心對你（曲）
- 葉振棠 - 夢遊人（編）
- 葉振棠 - 長為一個人（編）
- 陳潔靈 - 尋夢少年時（曲）
- 陳潔靈 - 但願（曲）
- 區瑞強 - 萬里追蹤（曲）
- 區瑞強 - 向著陽光奔去（曲）
- 區瑞強 - 活力操（曲）
- 李龍基 - 雲上彩虹（曲）
- D'Topnotes - 影子（曲）
- D'Topnotes - 過去, 現在, 將來（曲）
- 盧冠廷 - 天鳥（編）
- 盧冠廷 - 小鎮（編）
- 盧冠廷 - 香港香港（編）
- 盧冠廷 - 有你喜歡我（編）
- 盧冠廷 - 愛看雪的女郎（編）
- 盧冠廷 - 一雙破鞋（編）
- 盧冠廷 - 此一生（編）
- 盧冠廷 - 漫步銀河（編）
- 李龍基 - 夢中情人（編）
- 李龍基 - 無謂令我半天吊（編）
- 李龍基 - 身寄白雲中（編）
- 李龍基 - 不想再開口（曲、編）
- 李龍基 - 雲上彩虹（曲、編）

1984年
- 盧冠廷 - 夜風裡（編）
- 盧冠廷 - 長途（編）
- 盧冠廷 - 哈囉，再見（編）
- 王雅文 - 誰稀罕你（曲）
- 張國榮 - 大與小（編）

1985年
- 張國榮 - 甜蜜的禁果（編）
- 張國榮 - 不羈的風（編）
- 梅艷芳 - 夢幻的擁抱（編）
- 梅艷芳 - 問一問你（編）
- 關菊英 - 今天再擁有（編）
- 盧冠廷 - 逝去的心（編）
- 呂方 - 酒不醉人自醉（編）
- 葉德嫻 - 心比蜜甜（編）
- 陳百強 - 我和你（編）
- 葉倩文 - 晚風

1986年
- 聶安達 - Rock Remix（編）
- 關菊英 - 珍惜這一晚（作）
- 陳潔靈、葉德嫻 - 千個太陽（編）
- 陳潔靈 - 羊群伴我失眠（編）
- 張國榮 - 隱身人（編）
- 張國榮 - 愛的抉擇（編）
- 梅艷芳 - 壞女孩（編）
- 梅艷芳 - 點都要愛（編）
- 林志美 - 愛的迴響（編）
- 蔡楓華 - 愛是何價（編）
- 葉德嫻 - 情人LIFT（編）
- 葉德嫻、盧冠廷 - 我痴、我蠢（編）
- 葉德嫻 -觸摸我的咀唇（編）
- 葉蒨文 - 躲也躲不了（編）
- 呂方 - 小河之歌（編）
- 陳百強 - 誰能忘記（編）

1987年
- 張國榮 - 倩女幽魂 (歌曲)（編）
- 葉蒨文 - 黎明不要來（編）
- 黃霑 - 道（編）
- 葉德嫻 - 因你（編）

1988年
- 羅大佑 - 電影《鐵甲無敵瑪利亞》主題曲（曲）

1989年
- 林楚麒 - 無眠夜裡（編）

1990年
- 張學友 - 人間道（編）
- 曾慶瑜 - 抓一個溫馨晚上（編）
- 葉蒨文 - 在夜裡寂靜時（編）

1991年
- 張學友 - 道道道（編）
- 林子祥 - 男兒當自強（編）

1992年
- 李居明 - 光明真言誦唱版（曲、編）
- 劉錫明 - 我的命運（編）
- 鄭秀文 - 娃娃看天下（編）

1993年
- 關淑怡 - 迷（編）

2011年
- 關菊英 - 似風如水（曲、編、監）
- 關菊英 - 笑著行（曲、編、監）

2013年
- 屠洪剛 - 葉問霜天（曲[註 1]、編）
- 韓雪 - 一問再問（曲[註 2]、編）
- 方力申、鄧麗欣 - 一手一心（曲）

2019年
- 趙翌旭 - 一千零一夜失眠（曲、編、監）

### 電影配樂（節錄）
| 年份 | 電影                | 擔當                     | 合作者 | 備註                                 |
| ---- | ------------------- | ------------------------ | --- | ------------------------------------ |
| 1986 | 執法先鋒            | 電影音樂原作             | 成錦榮（配樂，即music editor）                                                                               |                                      |
| 1987 | 倩女幽魂            | （音樂，Original Music） | 胡大為（配樂）、黃霑（音樂）                                                                                 | 提名第24屆金馬獎最佳原著音樂         |
| 1988 | 畫中仙              | 電影原作音樂             | 黃霑（電影原作音樂）                                                                                         |                                      |
| 1989 | 秦俑                | 音樂（片頭工作人員表）   | 顧嘉煇（片尾工作人員表：作曲、原作音樂、編樂）、黃霑（片頭工作人員表：音樂）、盧東尼（片尾工作人員表：編樂） |                                      |
| 1990 | 笑傲江湖            | 原作音樂、編樂           | 黃霑（電影原作音樂）                                                                                         | 提名第10屆香港電影金像獎最佳電影配樂 |
| 1990 | 喋血街頭            | 音樂、作曲               | 黃霑（音樂、作曲）、周錦祥（配樂）                                                                           |                                      |
| 1990 | 倩女幽魂II：人間道  | 原作配樂                 | 鄧少林（音樂剪接）、黃霑（原作配樂）                                                                         |                                      |
| 1991 | 黃飛鴻              | 編樂                     | 周錦榮（配樂）、黃霑（原著音樂、樂曲改編、作詞）                                                             |                                      |
| 1991 | 倩女幽魂III：道道道 | 原作音樂                 | 周錦榮（配樂）、麥子善（配樂）、黃霑（原作音樂、作曲、填詞）                                                 | 提名第11屆香港電影金像獎最佳電影配樂 |
| 1991 | 財叔之橫掃千軍      | 原作音樂                 | 黃霑（原作音樂）                                                                                             |                                      |
| 1992 | 大迷信              | 配樂（即原著音樂）       | 黃霑（主題曲）                                                                                               |                                      |
| 1993 | 大迷信1993          | 原著音樂                 | |                                      |
| 1993 | 夏日情未了          | 原著音樂                 | |                                      |
| 1993 | 方世玉              | 原作音樂                 | 黃霑、雷頌德（皆原作音樂）                                                                                   |                                      |
| 1994 | 西楚霸王            | 原著音樂、編曲           | 黃霑（原作音樂、作曲、填詞）                                                                                 |                                      |

### 廣告配樂
1993年： 鐵達時天長地久廣告系列 - 空軍篇 （電視版為戴樂民以1970年義大利語電影《嘉莉琺夫人》（La Califfa）配樂為靈感創作，
導演版則直接使用了《嘉莉琺夫人》）

## 獎項
| 年份 | 頒發方                    | 獎項                                                  | 獲獎作品                                                      | 來源   |
| ---- | ------------------------- | ----------------------------------------------------- | ------------------------------------------------------------- | ------ |
| 1986 | 第九屆十大中文金曲        | 最佳編曲獎                                            | 《千個太陽》                                                  | [ 12 ] |
| 1988 | 香港電影金像獎            | 最佳電影配樂（與黃霑共得）                            | 《倩女幽魂》                                                  | [ 9 ]  |
| 1990 | 金馬獎                    | 最佳原創電影音樂（與黃霑共得）                        | 《黃飛鴻》                                                    | [ 10 ] |
| 1991 | 香港電影金像獎            | 最佳電影配樂（與顧嘉煇、黃霑共得）                    | 《秦俑》                                                      | [ 9 ]  |
| 1991 | 第十四屆十大中文金曲      | 最佳中文廣告歌曲獎 銀獎（與填詞人劉德榮及黃國耀共得） | 生力啤                                                        | [ 12 ] |
| 1991 | 香港廣告商會 金帆廣告大獎 | 最佳音樂或原聲運用 金獎                               | 萬寶路（CNY'91）                                              | [ 13 ] |
| 1992 | 香港廣告商會 金帆廣告大獎 | 原創音樂 金獎                                         | 地下鐵路公司（狗）                                            | [ 13 ] |
| 1992 | 香港廣告商會 金帆廣告大獎 | 最佳音樂或原聲運用 銅獎                               | 九廣鐵路（Night Follows Day）                                 | [ 13 ] |
| 1993 | 香港廣告商會 金帆廣告大獎 | 原創音樂 銀獎                                         | 九廣鐵路（椅子）                                              | [ 13 ] |
| 1994 | 第十七屆十大中文金曲      | 最佳中文廣告歌曲獎 金獎（與林里傑共得）               | 維他純蒸溜水（何劍暉）                                        | [ 12 ] |
| 1994 | 第十七屆十大中文金曲      | 最佳中文廣告歌曲獎 銀獎（與袁靜、鄭浚其共得）         | 維他奶（鄉情）                                                | [ 12 ] |
| 1997 | 香港廣告商會 金帆廣告大獎 | 最佳原聲（Best Sound Track） 銅獎                     | 香港電訊有限公司（Why Why Why/ Golf/ Swimming Pool/ Digging） | [ 13 ] |
| 2007 | 香港廣告商會 金帆廣告大獎 | 最佳音效與音樂（Best Sound and Music） 銅獎           | 國泰航空（Boss from Hell）、國泰航空（Forget-me-Not）         | [ 13 ] |

## 註腳
1. ↑  與Adam Diaz共同作曲
2. ↑  與Adam Diaz共同作曲

1. ↑  早期粵語流行曲專輯多忽略編曲人資料，如只寫道：xxx曲，這種情況暫只列為作曲。
2. ↑  跟荷里活電影界一樣，音樂編輯（Music Editor）懂音樂但不創作音樂，負責幫助導演跟配樂家溝通，並參與最終的混錄工作，使影音同步[11]；Music Editor有時會以「配樂」一詞出現，見知乎專欄作家還珠哥哥《認識電影音樂》（2017年9月19日）一文：「配樂中的配字在電影製作的序列當中相當於音樂的剪輯」）

## 外部連結
- 菲律賓音樂人對香港流行音樂的影響 （页面存档备份，存于）（香港大學亞洲研究中心）
- 香港故事-音樂‧人間：菲常音樂（RTHK） （页面存档备份，存于）
- CASH登記音樂作品搜尋引擎 （页面存档备份，存于）
- 香港電影資料館（康文署）網上目錄 （页面存档备份，存于）